# Das Kriminalmuseum/Episodenliste
Die Liste der Episoden von Das Kriminalmuseum enthält alle Episoden der deutschen Fernseh-Krimireihe Das Kriminalmuseum sortiert nach der deutschen Erstausstrahlung. Die Serie umfasst 41 Episoden, von denen zwei außerhalb der Reihe liefen. Die Erstausstrahlung der von der Intertel Television GmbH produzierten Reihe erfolgte in Deutschland zwischen dem 4. April 1963 und dem 7. August 1970 im ZDF.
| Folge | Titel                              | Darsteller (Hauptermittler)                             | Autoren                                    | Regie            | Erstausstrahlung   | Besonderheiten |
| ----- | ---------------------------------- | ------------------------------------------------------- | ------------------------------------------ | ---------------- | ------------------ | --- |
| 1     | Fünf Fotos                         | Horst Niendorf, Reinhard Glemnitz                       | Helmuth Ashley, Hans Maeter                | Helmuth Ashley   | 4. April 1963      | |
| 2     | Die Frau im Nerz                   | Hanns Ernst Jäger, Hans Elwenspoek                      | Hans Maeter                                | Wolfgang Becker  | 25. April 1963     | Azurène-Nerzfell; Hologramm |
| 3     | Nur ein Schuh                      | René Deltgen, Thomas Reiner                             | Fritz Böttger, Stefan Gommermann           | Helmuth Ashley   | 20. Juni 1963      | |
| 4     | Die Fotokopie                      | Jürgen Goslar, Klaus Dahlen                             | Maria Matray, Answald Krüger               | Wolfgang Becker  | 4. Juli 1963       | |
| 5     | Die Nadel                          | Gerd Brüdern, Horst Naumann                             | Andreas Weber                              | Helmuth Ashley   | 1. August 1963     | |
| 6     | Zahlen-Code N                      | Wolfgang Völz, Jochen Brockmann, Thomas Braut           | Rolf und Alexandra Becker                  | Jürgen Goslar    | 10. Oktober 1963   | |
| 7     | Der stumme Kronzeuge               | Horst Niendorf, Wolfgang Weiser, Erik Ode               | Stefan Gommermann                          | Wolfgang Becker  | 2. Januar 1964     | Erwähnung von Willy Brandt und Willy Millowitsch |
| 8     | Der Füllfederhalter                | Jürgen Goslar                                           | Ilse Lotz-Dupont                           | Wolfgang Becker  | 2. April 1964      | |
| 9     | Gesucht: Reisebegleiter            | Paul Dahlke, Thomas Alder                               | Maria Matray, Answald Krüger               | Helmuth Ashley   | 4. Juni 1964       | |
| 10    | Akte Dr. W.                        | Heinz Engelmann, Horst Rüschmeier                       | Hans Maeter, Helmuth Ashley                | Helmuth Ashley   | 2. Juli 1964       | |
| 11    | Der Fahrplan                       | Hans W. Hamacher, Albert Hehn, Fritz Straßner           | Stefan Gommermann                          | Theodor Grädler  | 10. September 1964 | Sendeschluss wird erwähnt bzw. spielt eine Rolle; das eingangs erwähnte Datum 16. September 1958 kann nicht stimmen, da der Mordversuch am Sonntag, 7. September 1958, und der Mord am Mittwoch, 10. September 1958, stattfand. Der gezeigte Opel Rekord A kam erst 1963 auf den Markt. |
| 12    | Der Schlüssel                      | René Deltgen                                            | Georg Stuck                                | Helmuth Ashley   | 5. November 1964   | |
| 13    | Tödliches Schach                   | Harry Riebauer, Heinz Weiss                             | Rolf & Alexandra Becker, Stefan Gommermann | Helmuth Ashley   | 3. Dezember 1964   | |
| 14    | Der Brief                          | Erik Ode, Wolfgang Völz                                 | Bruno Hampel, Igor Šentjurc                | Jürgen Goslar    | 23. Februar 1965   | |
| 15    | Die Mütze                          | Heinz Engelmann, Reinhard Glemnitz                      | Walter Forster                             | Wolfgang Becker  | 8. Juni 1965       | |
| 16    | Der Ring                           | Werner Peters, Hans Zander, Klaus Krüger                | Walter Forster                             | Theodor Grädler  | 27. Juli 1965      | Paternosteraufzug; Fernschreiben |
| 17    | Das Feuerzeug                      | Klaus Höhne, Alexander Allerson                         | Udo Wolter                                 | Joachim Hess     | 5. Oktober 1965    | |
| 18    | Die Ansichtskarte                  | Paul Dahlke, Dieter Kirchlechner                        | Answald Krüger, Maria Matray               | Gedeon Kovács    | 23. November 1965  | |
| 19    | Die Brille                         | Alfred Schieske, Heinz Schubert, Eduard Linkers         | Bruno Hampel                               | Dieter Lemmel    | 14. Dezember 1965  | Fahrzeug des Ermordeten ist ein Borgward Isabella |
| 20    | Das Nummernschild                  | Hermann Lenschau, Ernst Dietz, Alfons Höckmann          | Günter Rudorf                              | Helmuth Ashley   | 21. Dezember 1965  | Bahnsteigsperre |
| 21    | Der Koffer                         | Kurt Meisel, Willy Semmelrogge                          | Walter Forster                             | Theodor Grädler  | 28. Januar 1966    | Müttergenesungswerk |
| 22    | Das Etikett                        | Heinz Weiss, Willy Anders, Harry Kalenberg, Hanns Stein | Walter Forster                             | Theodor Grädler  | 18. März 1966      | |
| 23    | Der Barockengel                    | Günther Neutze                                          | Hans Wiese                                 | Dieter Lemmel    | 24. Juni 1966      | |
| 24    | Das Amulett                        | Günther Ungeheuer, Günter Lamprecht                     | Alexander May                              | Dieter Lemmel    | 3. Februar 1967    | Spielt in Oberhausen (Industriekulisse); Funkrufname der Polizei Oberhausen: "Olga"; Zauberkunststück: Ketten-Trick |
| 25    | Die Telefonnummer                  | Hans Jürgen Diedrich, Helmut Fischer                    | Alexander May                              | Otto Meyer       | 17. Februar 1967   | |
| 26    | Die Kiste                          | Heinz Engelmann, Wolfgang Kieling                       | Bruno Hampel                               | Wolfgang Becker  | 3. März 1967       | Clemens Wilmenrod |
| 27    | Die rote Maske                     | Hans W. Hamacher, Karl Walter Diess, Rolf Moebius       | Bruno Hampel                               | Helmuth Ashley   | 12. März 1967      | Tattag ist der 16. September 1964. |
| 28    | Die Reisetasche                    | Erik Ode, Sigurd Fitzek                                 | Gerd Oelschlegel, Franz Neubert            | Erich Neureuther | 7. April 1967      | Münzsammlung: Elektron-Stater mit dem Kopf der Persephone; Flughafen Tempelhof; Flughafen München-Riem; Artikel 10-Gesetz noch nicht in Kraft |
| 29    | Teerosen                           | Horst Niendorf, Sigurd Fitzek, Günter Becker            | Inge Dorsky, Hans Maeter                   | Georg Tressler   | 12. Mai 1967       | Autowaschanlage |
| 30    | Die Briefmarke                     | Günther Ungeheuer, Klaus Schwarzkopf                    | Bruno Hampel                               | Georg Tressler   | 26. Mai 1967       | |
| 31    | Die Kamera                         | Alexander Kerst, Werner Kreindl                         | Bruno Hampel                               | Helmuth Ashley   | 7. Juli 1967       | Hubschrauber der Bundeswehr-Rettungsstaffel: Sikorsky H-34G „Choctaw“ (Flugeinsatz von 9'30" bis 13'20") |
| 32    | Die Zündschnur                     | Paul Dahlke, Joost Siedhoff                             | Bruno Hampel                               | Erich Neureuther | 4. August 1967     | |
| 33    | Kaliber 9                          | Horst Michael Neutze, Gerhart Lippert                   | Stefan Gommermann                          | Jürgen Goslar    | 1. September 1967  | |
| 34    | Das Kabel                          | Werner Bruhns, Otto Stern, Peter Neusser                | Walter Forster                             | Helmuth Ashley   | 8. September 1967  | |
| 35    | Das Goldstück                      | Günther Neutze, Klaus Höhne                             | Bruno Hampel                               | Dietrich Haugk   | 12. Januar 1968    | |
| 36    | Die Reifenspur                     | Christian Rode, Krikor Melikyan                         | Inge Dorsky, Hans Maeter                   | Rudolf Jugert    | 2. Februar 1968    | |
| 37    | Die Postanweisung                  | Günter Pfitzmann, Karl-Heinz Hess                       | Anne Rose Katz, Fritz Böttger              | Helmuth Ashley   | 5. April 1968      | |
| 38    | Der Bohrer                         | Hans Daniel, Rainer Basedow, Til Erwig                  | Inge Dorsky                                | Erich Neureuther | 12. Juli 1968      | |
| 39    | Der Scheck                         | Hans Cossy                                              | Answald Krüger, Maria Matray               | Helmuth Ashley   | 30. August 1968    | Innbrücke Königswart |
| 40    | Komplizen                          | Reinhard Glemnitz, Martin Lüttge, Dietrich Thoms        | Rolf und Alexandra Becker                  | Wolfgang Becker  | 5. September 1969  | Die Folge wurde unter dem Titel Die Spur führt nach Amsterdam fertiggestellt und war für 1. Dezember 1967 vorgesehen. Sie wurde erstmals 1969 unter dem Titel Komplizen außerhalb der Reihe ausgestrahlt.                                                                               |
| 41    | Wer klingelt schon zur Fernsehzeit | Konrad Georg, Karl-Heinz von Hassel, Nino Korda         | Bruno Hampel                               | Georg Tressler   | 7. August 1970     | Der Film wurde unter dem Arbeitstitel Die Wäscheleine hergestellt und war als Folge von Das Kriminalmuseum vorgesehen. Die Erstsendung erfolgte dann jedoch ohne einen Hinweis auf die Reihe.                                                                                           |

## Vorspanntexte
1. Folge: "Wir befinden uns in einem der vielen deutschen Polizeipräsidien. Hinter jeder dieser Türen arbeiten Polizeibeamte, um die Bevölkerung vor kriminellen Elementen zu beschützen. Unterstützt werden sie in der modernen Kriminalistik von einem Stab von Wissenschaftlern, deren höchste Zentrale das Bundeskriminalamt ist. Wie groß diese Hilfe auch ist, die Aufklärung eines Verbrechens hängt doch letzten Endes von der mühevollen Kleinarbeit der einzelnen Kriminalbeamten ab, von ihrer Erfahrung, ihrem Instinkt, ihrer Menschenkenntnis und nicht zuletzt von ihrer Hartnäckigkeit. Zur Schulung und Weiterbildung des Polizei- und Justiznachwuchses besitzen einige größere Polizeibehörden ein Kriminalmuseum. Selbstverständlich sind diese Museen für die Öffentlichkeit gesperrt. Und darum müssen auch Ort und Personen so verändert werden, dass für sie keine Rückschlüsse auf die tatsächlichen Vorgänge mehr möglich sind. Alles, was hier zu sehen ist, steht in mittel- oder unmittelbarem Zusammenhang mit einem Verbrechen: erbrochene Tresore, Geräte zur Herstellung von Falschgeld, verschiedene Waffen, Einbruchwerkzeuge und Mordinstrumente. Heute sehen Sie die Geschichte dieser fünf Fotos."
2. Folge: dito; am Schluss: "Und hier ein Stück Nerz. Davon erzählt unsere heutige Geschichte."
3. Folge: dito; am Schluss: "(...) Einbruchwerkzeuge, Mordinstrumente und Indizien. Heute sehen Sie die Geschichte dieses Schuhs. "
4. Folge: "Es darf nicht jeder - so wie wir das jetzt tun - durch die Tür in eines der Kriminalmuseen hineingehen, die sich im Polizeipräsidium mancher deutschen Großstadt befinden. Sie dienen dazu jungen Polizisten und Juristen zu zeigen, wie die moderne Wissenschaft der Kriminalistik stumme Zeugen zum Sprechen bringt. Denn jeder Gegenstand hier - wie diese aufgebrochenen Panzerschränke - hat einmal seine Rolle gespielt in dem unaufhörlichen Kampf, den die Polizei mit dem Verbrechertum führen muss. Die Aufklärung eines schwierigen Falles hängt davon ab, wie die Erfahrung, der Instinkt und die Hartnäckigkeit der Polizei sich mit der methodischen Sorgfalt der Kriminalisten verbinden; also jenes Stabes von Wissenschaftlern, deren oberste Zentrale das Bundeskriminalamt ist. Die Einbruchswerkzeuge, Waffen, Gaunerrequisiten, Mordinstrumente, Schmuggelgeräte, die Polizeifotos von Verbrechen, Tatortskizzen und Indizien dieser Lehrmittelsammlung sind alle einmal befragt worden, genau wie diese Fotokopie. Davon erzählt Ihnen unsere heutige Geschichte."
5. Folge: "Nicht jeder darf - so wie wir das jetzt tun - eines der Kriminalmuseen betreten, die sich in einigen deutschen Großstädten befinden. Sie wurden eingerichtet, um jungen Justiz- und Polizeibeamten zu zeigen, wie die moderne Kriminalistik diese stummen Zeugen von Verbrechen zum Reden bringt. Denn trotz aller Hilfe durch die Wissenschaft hängt ihre Aufklärung doch in hohem Maße von der mühevollen Kleinarbeit des Kriminalbeamten ab, von seiner Erfahrung, seinem Instinkt, seiner Menschenkenntnis und nicht zuletzt seiner Hartnäckigkeit. Jeder dieser Gegenstände hat einmal eine Rolle gespielt in dem unaufhörlichen Kampf, den die Polizei gegen das Verbrechen führt. Alle hier ausgestellten Einbruchswerkzeuge, Gaunerrequisiten, Waffen und Mordinstrumente standen einmal im Mittelpunkt eines Verbrechens und haben zur Überführung der Täter beigetragen. Von einem dieser Fälle wollen wir Ihnen berichten. Natürlich haben wir dabei alle Personen- und Ortsnamen so verändert, dass keine Rückschlüsse auf die tatsächlichen Vorgänge möglich sind. Heute sehen Sie die Geschichte dieser Nadel."
6. Folge: "Es darf nicht jeder - so wie wir das jetzt tun - in die Tür eines der Kriminalmuseen hineingehen, die sich im Polizeipräsidium einiger deutscher Großstädte befinden. Sie dienen dazu jungen Justiz- und Polizeibeamten zu zeigen, wie die moderne Wissenschaft der Kriminalistik stumme Zeugen zum Sprechen bringt. Jeder der Gegenstände hier - wie diese aufgebrochenen Panzerschränke - hat einmal seine Rolle gespielt in dem unaufhörlichen Kampf, den die Polizei mit dem Verbrechertum führen muss. Die Aufklärung eines schwierigen Falles hängt davon ab, wie die Erfahrung, der Instinkt und die Hartnäckigkeit der Polizei sich mit der methodischen Sorgfalt der Kriminalisten verbinden; also jenes Stabes von Wissenschaftlern, deren oberste Zentrale das Bundeskriminalamt ist. Die Einbruchswerkzeuge, Waffen, Gaunerrequisiten, Mordinstrumente, Schmuggelgeräte, die Polizeifotos von Verbrechen, Tatortskizzen und Indizien dieser Lehrmittelsammlung sind alle einmal befragt worden. Von einem dieser Fälle wollen wir Ihnen berichten. Natürlich haben wir dabei alle Personen- und Ortsnamen so verändert, dass keine Rückschlüsse auf die tatsächlichen Vorgänge möglich sind. Heute erzählen wir Ihnen die Geschichte dieses Kassenzettels mit einem Zahlen-Code für 'N' und dieses Zwanzig-Mark-Scheines."
7. Folge: (dito); am Schluss: "(...) dieser Lehrmittelsammlung sind alle einmal befragt worden. Und hier ein Teddybär. Auch er half der Polizei bei der Aufklärung eines Verbrechens. Davon erzählt unsere heutige Geschichte."
8. Folge: (dito); am Schluss: "(...) dieser Lehrmittelsammlung sind alle einmal befragt worden. Von einem dieser Fälle wollen wir Ihnen berichten. Natürlich haben wir dabei alle Personen- und Ortsnamen so verändert, dass keine Rückschlüsse auf die tatsächlichen Vorgänge möglich sind. Von einem Füllfederhalter hing einmal das Schicksal eines Mannes ab, der hinter diesen Mauern eine 10-jährige Freiheitsstrafe verbüßt. Kriminalinspektor Beyer hatte hier dienstlich zu tun. Er war zufällig im Zimmer des Direktors als dem Strafgefangenen Nova mitgeteilt wurde, dass sein Antrag auf Wiederaufnahme seines Verfahrens endgültig abgelehnt worden sei. Das Gesicht dieses Mannes geht ihm nicht mehr aus dem Sinn. Auf der Rückfahrt zum Polizeipräsidium beschließt er seinen Vorgesetzten zu fragen."
9. Folge: wie Folge 5; am Schluss: "(...), dass keine Rückschlüsse auf die tatsächlichen Vorgänge möglich sind. Heute berichten wir Ihnen die Geschichte dieser Zeitungsanzeige."
10. Folge: (dito); am Schluss: "(...), dass keine Rückschlüsse auf die tatsächlichen Vorgänge möglich sind. Heute erzählen wir Ihnen die Geschichte dieser Spektralanalyse, die ein wichtiges Indiz in der Akte Dr. W. gewesen ist."